# 미나미토호쿠

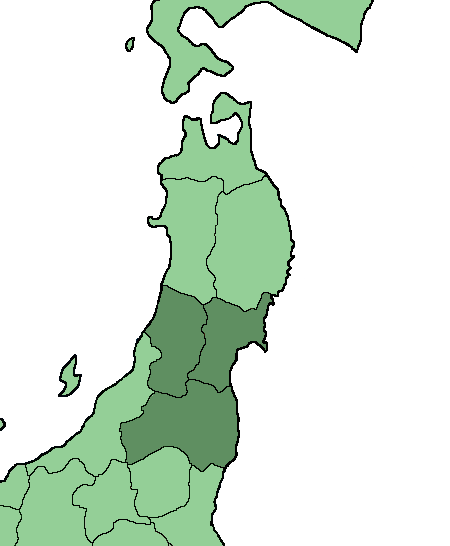
미나미토호쿠

미나미토호쿠(일본어: 南東北) 또는 남도호쿠는 도호쿠 지방의 남부, 미야기현, 야마가타현, 후쿠시마현의 3현을 말한다. 넚은 뜻으로는 니가타현 북부 가에쓰 지방을 포함하기도 한다. 율령제 이름을 따서 미나미오우(일본어: 南奥羽)라고 하기도 한다.

## 같이 보기
- 도호쿠 지방
- 기타토호쿠